# WordPerfect Office
WordPerfect Office ist eine Bürosoftware (Office-Paket) des kanadischen Software-Herstellers Corel. Es gibt vier verschiedene Paketvarianten: Standard, Professional, Home & Student und Corel Office, die sich in der Zusammenstellung unterscheiden. Die Version X4 unterstützt den Import des OpenDocument-Formats, allerdings noch nicht den Export, also das Speichern von WordPerfect-Dokumenten im OpenDocument-Format. Darüber hinaus besteht auch die Möglichkeit, Dateien aus der aktuellen Version von Microsoft Office zu importieren. Das Speichern in den proprietären Formaten von Microsoft Office ist allerdings nicht möglich. Aufgrund der geringen Nachfrage für den deutschsprachigen Raum gibt es seit X3 keine Version mehr auf Deutsch – lediglich eine englische und eine französische Version sind erhältlich.
Das Office-Paket WordPerfect Office ist nicht zu verwechseln mit dem früheren gleichnamigen Groupware-Produkt (später Novell GroupWise).

## Geschichte
Die ersten Versionen entstanden bei der 1979 gegründeten WordPerfect Corporation für Data-General-Computer und in der Version 2.2 schließlich auch für den IBM-PC. Die 1989 erschienene Version WordPerfect 5.1 für DOS war die erfolgreichste überhaupt und verdrängte das bisher erfolgreiche WordStar als Marktführer unter den Textverarbeitungsprogrammen. 1991 erschien auch die erste Version für Microsoft Windows – WordPerfect 5.1.
Nach einer in den folgenden drei Jahren engen Zusammenarbeit mit Novell wurde WordPerfect im Juni 1994 von Novell übernommen, wobei der Produktname WordPerfect für das Office-Paket weiterhin Verwendung fand. Doch die Übernahme machte sich nicht bezahlt, und Novell verkaufte WordPerfect im Januar 1996 an Corel – mit einem Verlust von über 200 Millionen Dollar in gerade einmal 18 Monaten.

## Kontextsensitive Bedienung
In den aktuellen Versionen der Programme WordPerfect, Quattro Pro und Presentations findet sich am linken Bildschirmrand standardmäßig eine vertikale, kontextsensitive Menüleiste. Diese von Corel als „Perfect Expert“ bezeichnete Leiste stellt dem Anwender den schnellen Zugriff auf die Basisaufgaben der jeweiligen Anwendung zur Verfügung.

## Versionen
- 1993: Borland Office for Windows (WordPerfect 5.2, Quattro Pro 1.0, Paradox 1.0 for Windows)
- 1994: Borland Office 2.0 for Windows (WordPerfect 6.0, Paradox 4.5, Quattro Pro 5.0 for Windows, Desktop Application Director)
- 1994: Novell PerfectOffice 3.0 – für DOS/Windows 3.1 mit WP 6.1, Quattro Pro 6.0, WP Presentations 3.0, InfoCentral 1.1, Paradox 5.0 (nur in Professional)
- 1996: Corel Perfect Office 3.0
- 1996: Corel WordPerfect Suite 7 – für Windows 95
- 1998: Corel WordPerfect Suite 8 – die erste Version für Linux
- 2000: Corel WordPerfect Office 2000 (Version 9) – die eigentlich fällige Versionsnummer 9 wird nicht vergeben
- 2002: Corel WordPerfect Office 2002 (Version 10) – finanzielle Hilfe von Microsoft (135 Millionen Dollar), Corel begräbt seine Open-Source-Pläne endgültig.
- 2003: Corel WordPerfect Office 11 – Corel kommt in den Besitz des Venture Capital-Unternehmens Vector Capital Group aus San Francisco
- 2004: Corel WordPerfect Office 12 – nur noch für Windows
- 2006: Corel WordPerfect Office X3 – für Windows (98 SE/ME/2000/XP/Vista (Vista ab WordPerfect Service Pack 1)); auf Deutsch nur Standard Edition ohne WordPerfect Mail aber mit WordPerfect Adressbuch
- 2008: Corel WordPerfect Office X4 – für Windows (XP/Vista); nicht auf Deutsch
- 2010: Corel WordPerfect Office X5 – für Windows (XP/Vista/7); nur auf Englisch und Französisch verfügbar
- 2012: Corel WordPerfect Office X6 – für Windows (XP/Vista/7/8); nur auf Englisch und Französisch verfügbar; unterstützt mehr Dateiformate, mit VideoStudio Essentials zur Erstellung von Videos und Multimedia-Dateien; eBook Publisher Zusatzmodul[2]
- 2014: Corel WordPerfect Office X7 – für Windows (XP/Vista/7/8); nur auf Englisch und Französisch verfügbar
- 2016: Corel WordPerfect Office X8
- 2018: Corel WordPerfect Office X9

## Komponenten (X4)

### Family Pack 2009
- Textverarbeitung „WordPerfect SE“
- Tabellenkalkulation „Quattro Pro SE“
- Bildbearbeitung „Corel MediaOne SE“
- Videobearbeitung „Ulead VideoStudio SE“
- Visuelle Datenanalyse „Corel Visual Intelligence SE“
- Webbrowser „Mozilla Firefox“

### Standard Edition
- Textverarbeitung „WordPerfect“
- Tabellenkalkulation „Quattro Pro“
- Präsentationsprogramm „Presentations“
- E-Mail-Programm „WordPerfect Mail“ mit Aufgaben-, Termin- und Adressverwaltung
- Digitales Notizbuch „WordPerfect Lightning“
- Visuelle Datenanalyse „Corel Visual Intelligence SE“

Eine eingebaute PDF-Konvertierung ermöglicht es, Dokumente, Tabellen oder Präsentationen im Portable Document Format zu erstellen. In diesem Format gespeicherte Dokumente können in WordPerfect Office X3 und X4 geöffnet, bearbeitet und für andere Zwecke wiederverwendet werden.
Mit der Funktion zum Entfernen von Metadaten (ab WordPerfect Office X3) lässt sich der Zugriff auf vertrauliche Kommentare und Informationen in erstellten Dokumenten steuern.

### Home & Student Edition
- Textverarbeitung „WordPerfect“
- Tabellenkalkulation „Quattro Pro“
- Präsentationsprogramm „Presentations“
- Digitales Notizbuch „WordPerfect Lightning“
- Visuelle Datenanalyse „Corel Visual Intelligence SE“

Die zuvor auch „Education Edition“ genannten Versionen von Corel WordPerfect Office X3 und X4 sind nur für Schüler, Studenten und Lehrkräfte vorgesehen und dürfen nur von akkreditierten Schulen und Universitäten, Lehrkräften, Schülern und Studenten, Erziehungsbehörden, Krankenhäusern, Bibliotheken, Museen sowie gemeinnützigen und religiösen Organisationen und Vereinen erworben werden. Die Education Edition unterliegt einem Endbenutzer-Lizenzabkommen mit beschränkten Rechten und darf nicht für kommerzielle Zwecke benutzt werden.
- Lizenzierung auf bis zu 3 PCs im Haushalt
- Keine Produktaktivierung erforderlich

### Professional Edition
- Textverarbeitung „WordPerfect“
- Tabellenkalkulation „Quattro Pro“
- Präsentationsprogramm „Presentations“
- Datenbankverwaltungssystem „Paradox“
- Digitales Notizbuch „WordPerfect Lightning“
- Visuelle Datenanalyse „Corel Visual Intelligence SE“

Eingebaute PDF-Konvertierung ermöglicht, Dokumente, Tabellen oder Präsentationen im Portable Document Format zu erstellen. In diesem Format gespeicherte Dokumente können in WordPerfect Office X3 und X4 geöffnet, bearbeitet und für andere Zwecke wiederverwendet werden.
Eine Funktion zum Entfernen von Metadaten (ab WordPerfect Office X3) lässt sich der Zugriff auf vertrauliche Kommentare und Informationen in erstellten Dokumenten steuern.